# Saint-Julien-de-Coppel
Saint-Julien-de-Coppel ist eine französische Gemeinde im Département Puy-de-Dôme in der Region Auvergne-Rhône-Alpes. Sie liegt im Arrondissement Clermont-Ferrand und im Kanton Billom.
Die Gemeinde liegt etwa 30 Kilometer südöstlich von Clermont-Ferrand und umfasst auf 21,54 Quadratkilometer 38 kleinere und zwei größere Orte (St-Julien und Contournât im Nordwesten von St-Julien) mit 1294 Einwohnern (Stand 1. Januar 2022). Das Gemeindegebiet liegt überwiegend auf 400 bis 500 m über Normalnull und steigt nur im südlichen Teil mit dem Puy Pendu, dem Puy Gérard und dem Puy de Baine auf über 700 m an. Seit 2002 gehört die Gemeinde zu den 16 Gemeinden der „Communauté de communes de Billom/Saint Dier“.

## Sehenswürdigkeiten

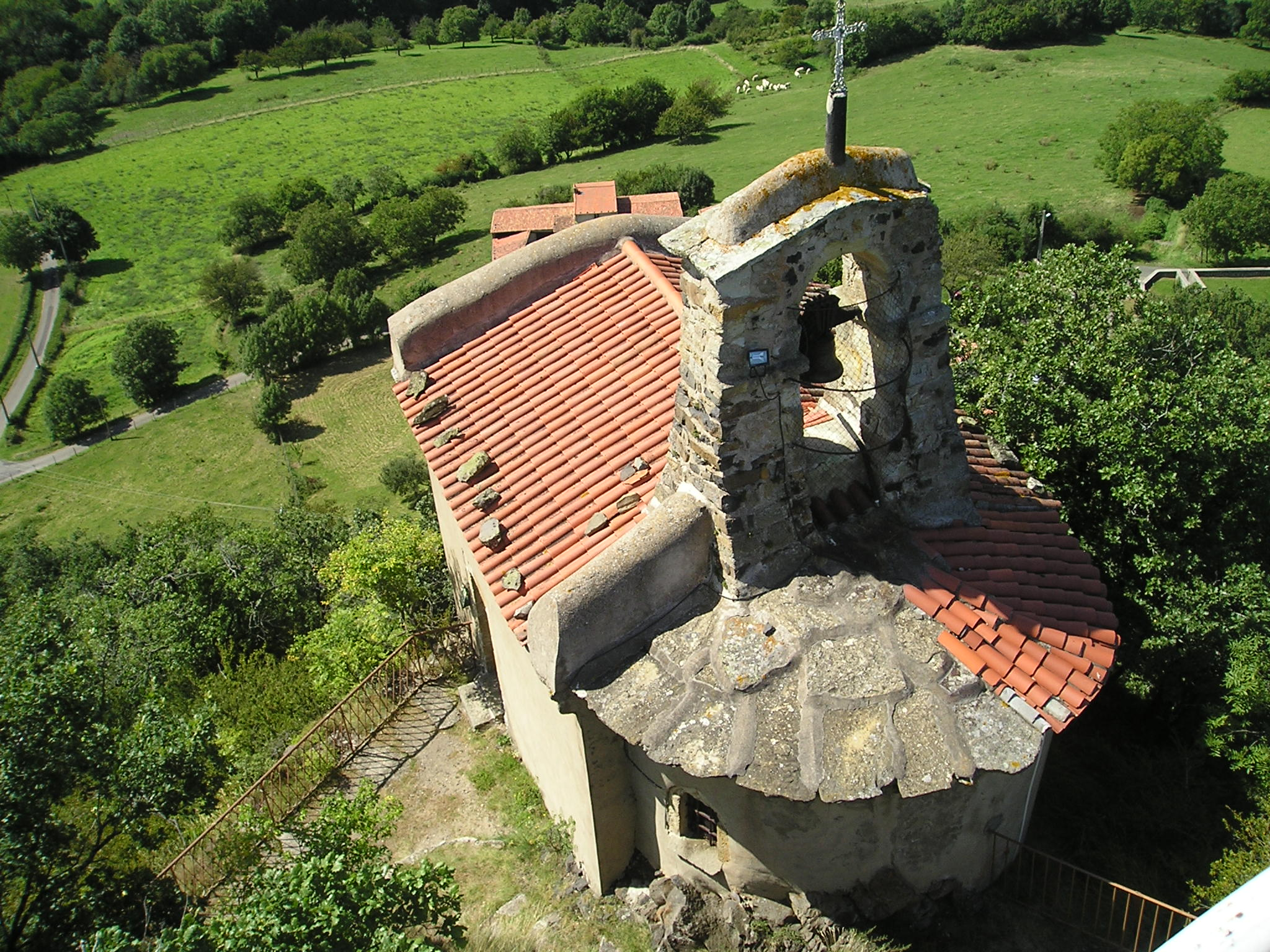
Notre-Dame de Roche
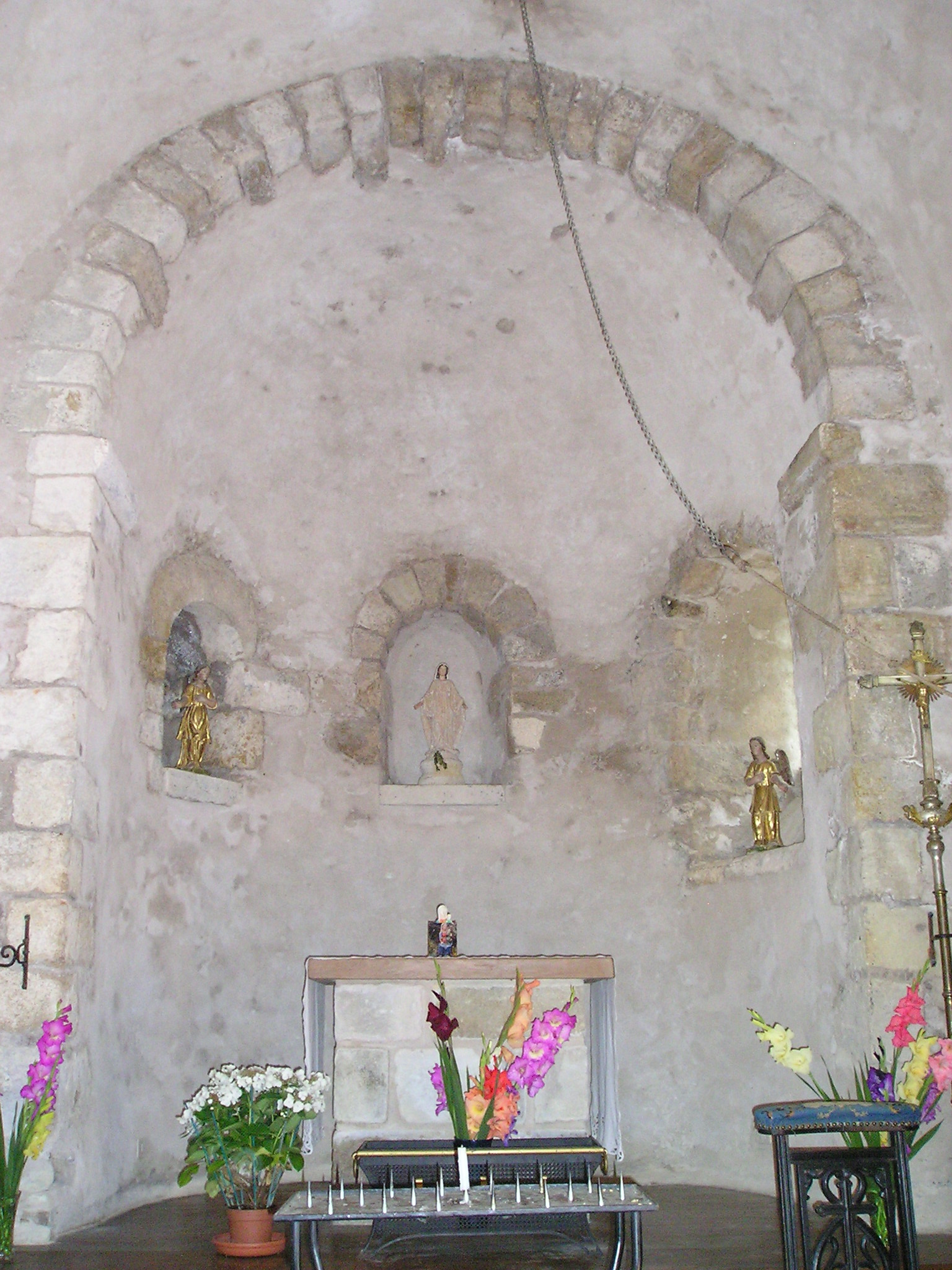
Inneres der Kapelle

- Notre Dame de Roche, romanische, ursprünglich dem heiligen Sebastian geweihte Kapelle des abgegangenen Schlosses von Roche, auf einem Hügel von 580 m über Normalnull im südöstlich von St-Julien gelegenen Gemeindeteil Roche. Der einschiffige Raum öffnet sich unter einem gemauerten Rundbogen im Osten zum absidenförmigen Chor mit zwei Nischen und einem Rundbogenfenster im Südosten. An der inneren Rückwand sind steinerne Votivtafeln und eine Gedächtnisplatte an Gefallene des Ersten Weltkriegs angebracht. Das Dach ist nur noch zum Teil mit der ursprünglichen Abdeckung von Steinplatten versehen; im bogenförmig gemauerten Glockenaufsatz ist im offenen Bogen eine Glocke untergebracht. Jedes Jahr findet im Mai über einen Kreuzweg hinauf zum Gelände bei der Kapelle eine Wallfahrt statt; verehrt wird die Jungfrau Maria, die auf dem Felsen über der Kapelle mit einer überlebensgroßen Statue von 1862 dargestellt ist, deren hoher Rundsockel mit kleiner Aussichtsplattform auf einer Wendeltreppe bestiegen werden kann. Die ursprüngliche Madonna der Kapelle, eine hölzerne, farbig gefasste Skulptur aus dem 15. Jahrhundert, steht heute in der Kirche von Saint-Julien-de-Coppel.
- Kirche Saint-Julien, gotisch, 14./15. Jahrhundert, einschiffig, zweistöckiger Glockenturm
- Kapelle von Contournât von 1862/63
- Ruinen des Château de Coppel (13. Jahrhundert)
- Château de Contournât, 15.–19. Jahrhundert (Privatbesitz)

## Gemeindepartnerschaft
- Seit 2004 besteht eine Gemeindepartnerschaft mit Frisingen (Luxemburg).